# النجاح (المنيا)
قرية النجاح  هي إحدي القرى التابعة لمركز بني مزار بمحافظة المنيا في جمهورية مصر العربية. حسب إحصاءات سنة 2006، بلغ إجمالي السكان في النجاح 2527 نسمة، منهم 1219 رجل و1308 امرأة.